# Стерв'яжик
Стерв’яжик (пол. Strwiążyk) — колишнє бойківське село на Закерзонні, тепер — частина міста Устрики-Долішні Бещадського повіту Підкарпатського воєводства Республіки Польща. Знаходиться неподалік від кордону з Україною і Словаччиною. 

## Історія
У 1880 році в селі налічувалось 36 будинків і 248 мешканців (216 греко-католиків, 8 римо-католиків і 24 юдеїв).
До 1918 року село було у складі Австро-Угорської Імперії. 
У міжвоєнний період входило до ґміни Устрики-Долішні Ліського повіту Львівського воєводства. 
У 1939 році в селі проживало 490 мешканців, з них 445 українців-грекокатоликів, 5 українців-римокатоликів, 15 поляків і 15 євреїв. 1939-1951 — у складі СРСР. В 1940-1941 і з 1944 по 1951 рік село належало до Нижньо-Устрицького району Дрогобицької області УРСР. У 1951 році після обміну територіями жителі були виселені до Миколаївської області, на їх місце заселені поляки.

## Пам'ятки
- Мурована церква з 1831 р., належала до парафії Устрики-Долішні Устрицького деканату Перемишльської єпархії УГКЦ.